# Franco José Vieira Neto
Franco José Vieira Neto, genannt Franco (* 11. November 1966 in Fortaleza) ist ein ehemaliger brasilianischer Beachvolleyballspieler.

## Karriere
Franco spielte in seiner Schulzeit zunächst als Torwart in einer Fußballmannschaft, bevor er nach einem Umzug Volleyballer wurde. 1990 absolvierte er seine ersten internationalen Beach-Turniere an der Seite seines langjährigen Partners Roberto Lopes. Das brasilianische Duo etablierte sich sofort in der Weltspitze und gewann bis 1996 elf Open- und zwei Weltserien-Turniere. 1993/94 und 1995/96 waren sie die FIVB Tour Champions. Beim olympischen Turnier in Atlanta unterlagen Franco und Roberto Lopes in der dritten Hauptrunde den Spaniern Bosma/Jimenez, bevor sie auf der Verliererseite gegen die Norweger Kvalheim/Maaseide verloren und den neunten Rang belegten. Das gleiche Ergebnis gab es bei der Weltmeisterschaft 1997. Zwei Jahre später kamen sie bei der WM in Marseille nicht über den 33. Platz hinaus. Anschließend gewannen sie Bronze bei den Panamerikanischen Spielen. Nachdem sie die WM 2001 verpasst hatten, trennten sie sich Ende des Jahres 2002.
Mit seinem neuen Partner Harley gewann Franco 2003 den Grand Slam in Berlin. Bei der WM in Rio de Janeiro gewannen sie als Gruppenzweiter das erste K.-o.-Spiel gegen ihre Landsleute Fábio Luiz/Paulo Emilio und scheiterten im Achtelfinale nach drei Sätzen gegen die US-Amerikaner Blanton/Nygaard. 2005 reichte es bei der WM in Berlin für Franco mit Tande zum 13. Platz. Noch im gleichen Jahr bildete er ein neues Duo mit Cunha. Franco/Cunha kamen bei mehreren Turnieren in die Medaillenränge. Bei der WM 2007 in Gstaad mussten sie sich nach einer souveränen Vorrunde als Gruppensieger im Achtelfinale den US-Amerikanern Gibb/Rosenthal geschlagen geben. 2008 und 2009 spielte Franco mit Benjamin; als bestes Ergebnis erreichte er in dieser Zeit einen dritten Platz bei den Mallorca Open. 2010 konnte er mit Jan nicht punkten, bei den Brasilia Open 2011 belegte er mit Lipe den 17. Platz. Anschließend beendete der aus Fortaleza stammende Athlet seine internationale Karriere.